# Triplophysa brachyptera
Triplophysa brachyptera és una espècie de peix de la família dels balitòrids i de l'ordre dels cipriniformes. És un peix d'aigua dolça, bentopelàgic i de clima temperat, el qual viu a Gansu (la Xina). És inofensiu per als humans.

## Morfologia
- Cos allargat, cilíndric, de 13,7 cm de llargària maxima, amb el musell rom, el peduncle de l'aleta caudal comprimit i amb 6 parells de barbetes sensorials.
- 3 espines i 7 radis tous a l'aleta dorsal. 2 espines i 5 radis tous a l'anal.
- 37-38 vèrtebres.
- Escates diminutes, invisibles, només a la vista al peduncle caudal.
- Bufeta natatòria completament tancada en una càpsula òssia.[3][2]